# Argiope pulchella
Argiope pulchella är en spindelart som beskrevs av Tord Tamerlan Teodor Thorell 1881. Argiope pulchella ingår i släktet Argiope och familjen hjulspindlar. Inga underarter finns listade i Catalogue of Life.

## Bildgalleri

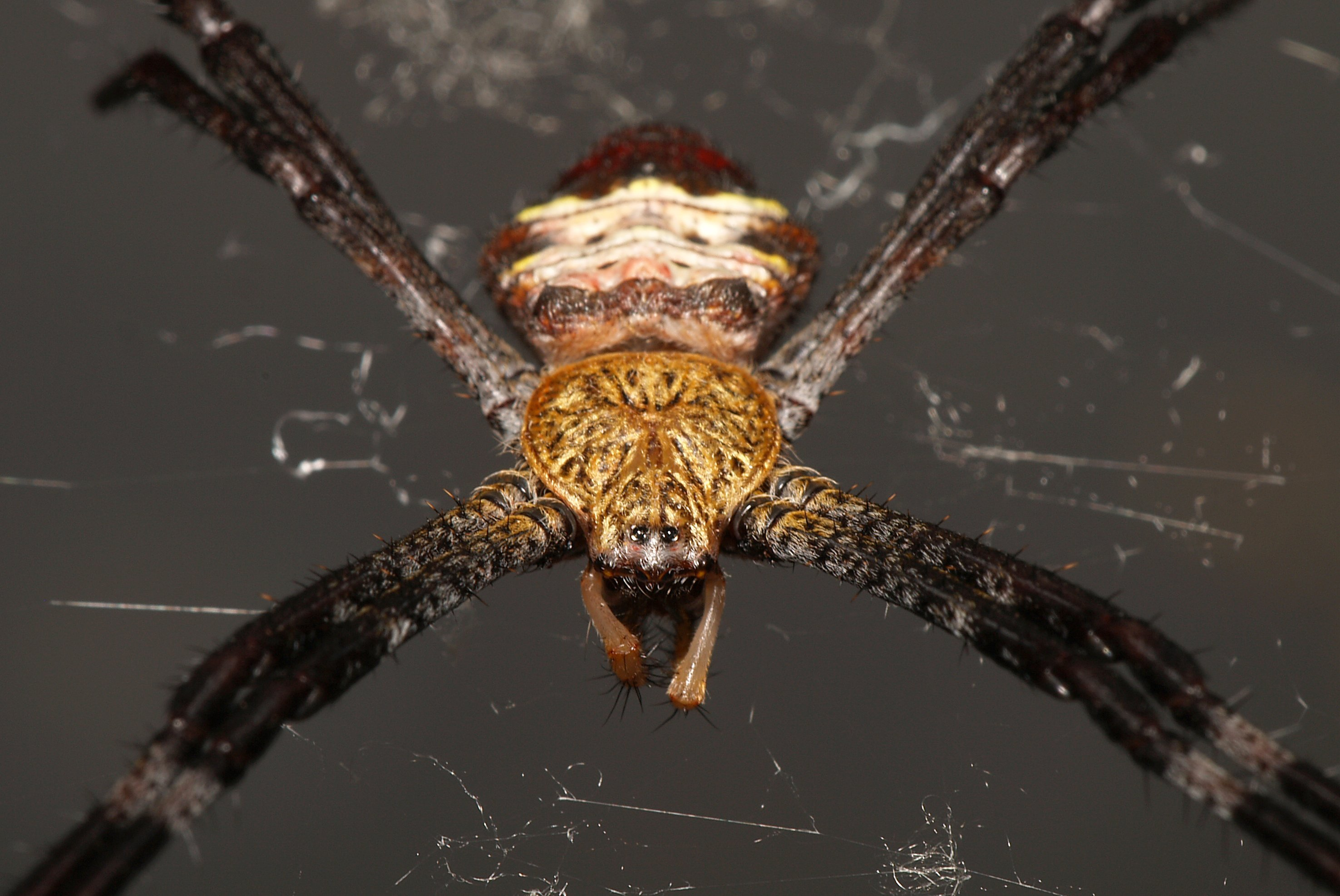
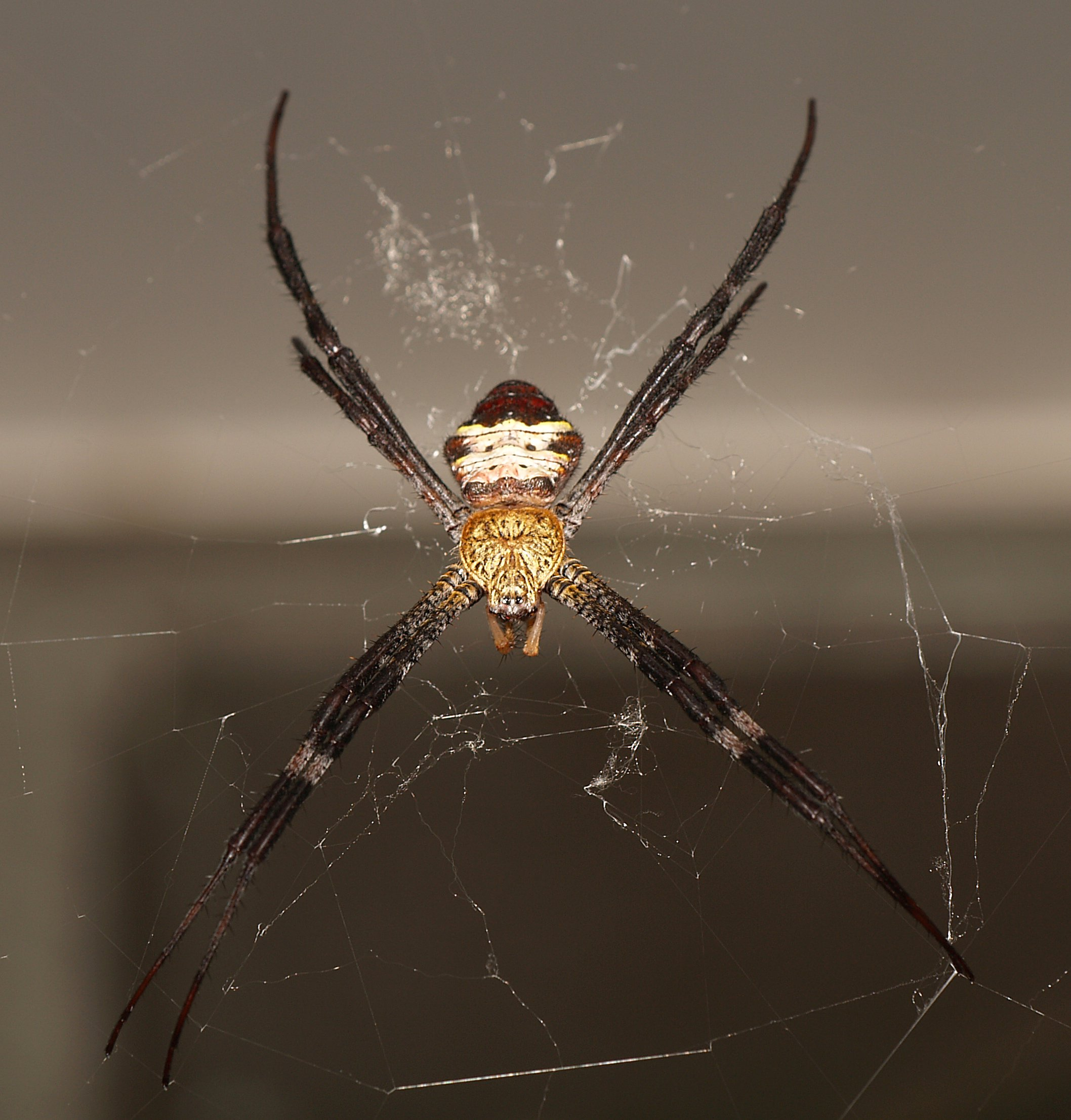
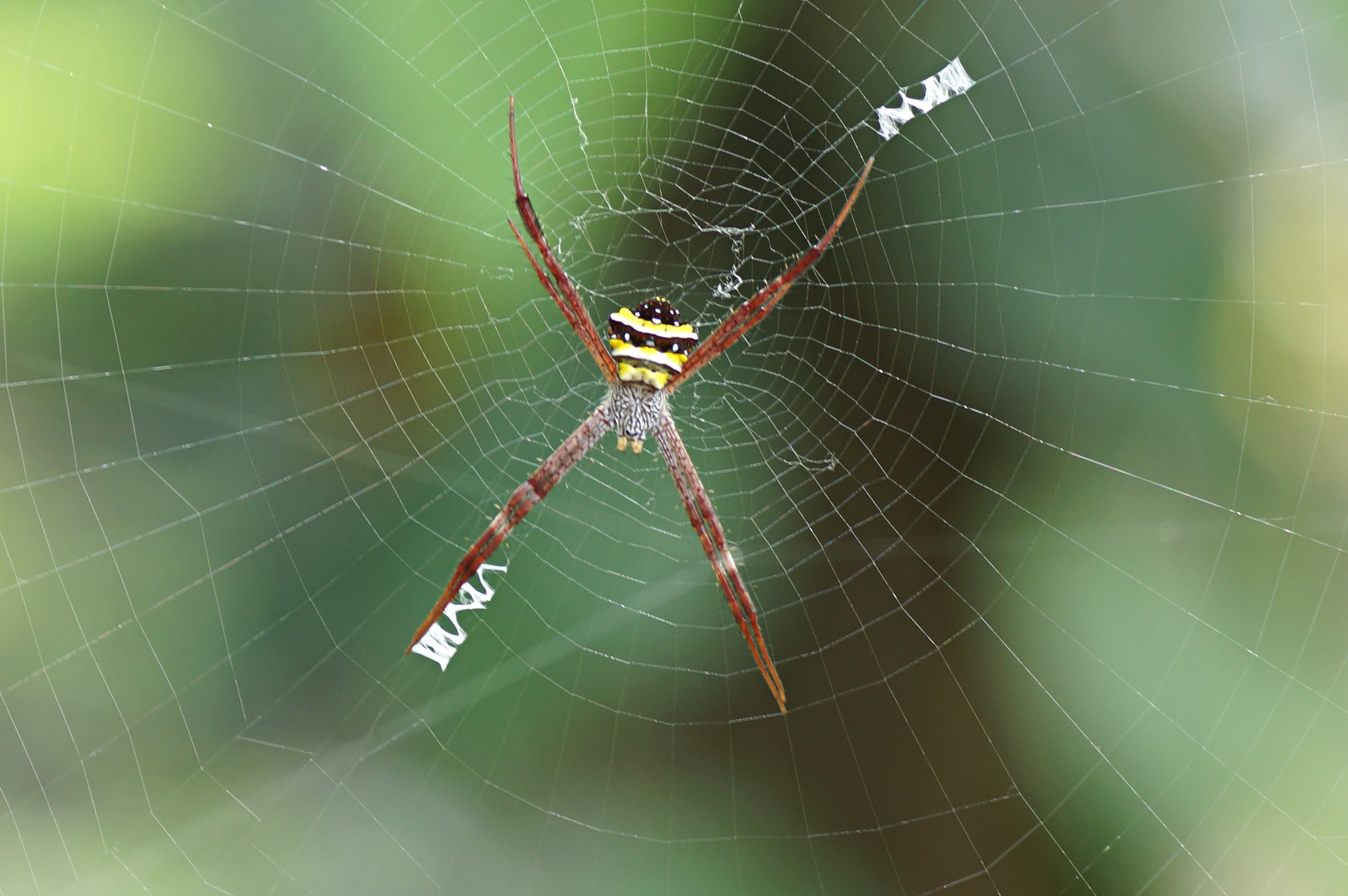